# Челюскін Семен Іванович
Семен Іва́нович Челю́скін (приблизно 1700, Бельов — листопад 1764) — російський полярний мореплавець.

## Біографія

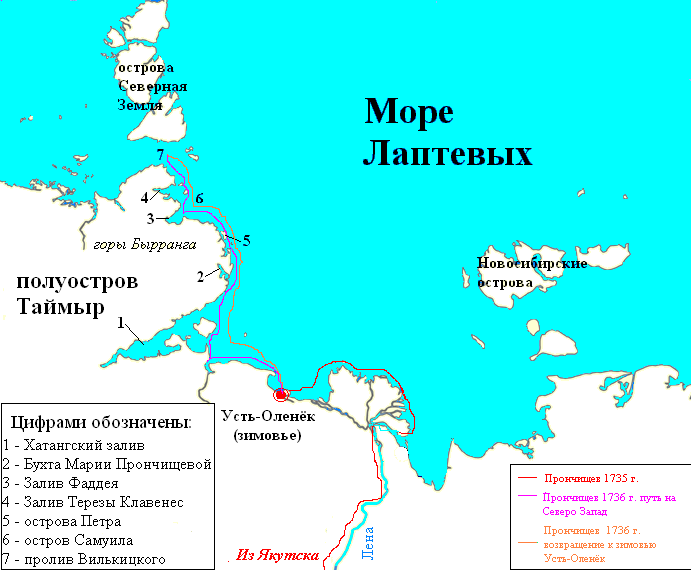
Шлях експедиції Прончищева в 1735 і 1736 роках

Восени 1714 р. в Москві він був зарахований до Школи математичних і навігаційних наук, що знаходилася в Сухаревській вежі.
У 1720-ті роки С. І. Челюскін ніс службу на кораблях Балтійського флоту на посаді навігатора, учня штурмана і підштурмана.
В 1733–1743 роках брав участь у Великій Північній експедиції. У 1735—1736 роках був штурманом на дубель-шлюпці «Якутськ» в експедиції Прончищева Василя Васильовича.
Вів щоденник цієї експедиції та опис відкритого берега. У вересні 1736 року через хворобу і смерть капітана В. В. Прончищева прийняв командування кораблем і вивів його з затоки Тадея до гирла річки Оленьок. У грудні 1736 року санним шляхом разом з геодезистом Никифором Чекіним вирушив до Якутська, куди зміг дістатися лише влітку 1737 р. У 1738—1739 роках, після ремонту «Якутська», взяв участь в експедиції Харитона Прокоповича Лаптєва. В 1741–1742 роках досліджував західне узбережжя півострова Таймир, гирла річок Хатанги, Пясіна і Єнісею, відкрив найпівнічнішу точку континентальної Євразії, яка пізніше була названа на його честь мисом Челюскіна.

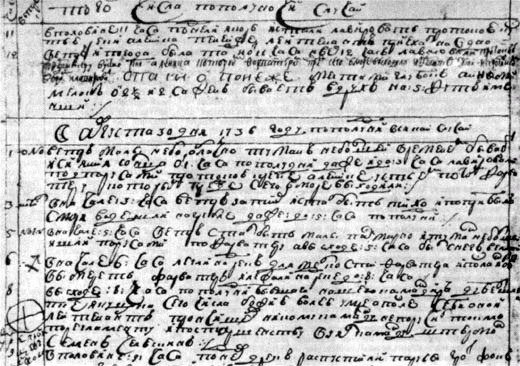
Фрагмент сторінки вахтового журналу «Якутська» від 30 серпня 1736 р. з повідомленням про смерть Прончищева.
Друга знизу строка: Семен Челюскін

Восени 1742 року повернувся до Петербургу, де був проведений у мічмани і служив на різних посадах на Балтійському флоті. У 1746 році командував яхтою «Принцеса Єлізавета». У 1751 році був проведений в лейтенанти, через 3 роки — в капітан-лейтенанти. З 18 грудня 1756 року в чині капітана 3-го рангу пішов у відставку.
Місце поховання С. І. Челюскіна точно не встановлено.